# Juana Viale
Juana Viale, właśc. Juana Viale Del Carril Tinayre (ur. 8 kwietnia 1982 w Buenos Aires) – argentyńska aktorka.

## Życie prywatne[1]
Jej rodzice to Ignacio Viale Del Carril i aktorka Marcela Tinayre. Wnuczka Daniela Tinayre i Mirthy Legrand. Była związana z Tomásem Fonzim. 30 marca 2003 roku urodziła córkę, Ambar, której ojcem jest Juan de Benedictis. Ma też synów (ze związku z aktorem Gonzalo Valenzuelą) – Silvestre'a (ur. 2008), Ringo (ur. i zm. 2011) i Alego (ur. 2012).

## Filmografia

### Produkcje telewizyjne
- 2003–2004: Costumbres argentinas jako Carolina Martínez
- 2004: Sangre fría jako Irina
- 2005: Los Roldán jako ona sama
- 2005: Podwójne życie jako Paula
- 2005: Zabójczynie jako Ana D.
- 2006: Se dice amor jako Dolores Ocampo
- 2008: Por amor a vos jako Bárbara
- 2008: Zabójczynie jako Marta
- 2010–2011: Malparida jako Renata Medina
- 2011: Los únicos jako ona sama
- 2012: La dueña jako Cecilia
- 2013: Solamente vos jako Victoria O'Connor

### Produkcje filmowe
- 2007: Radio Corazón jako Manuela
- 2008: El cine de Maite
- 2009: Las viudas de los jueves jako Carla
- 2010: La patria equivocada
- 2012: Mala